# Інститут релігійних наук святого Томи Аквінського (Київ)
Інститу́т релігі́йних нау́к св. Томи́ Акві́нського — вищий навчальний заклад у Києві, філіал Папського Університету св. Томи Аквінського (Анґелікум).
Інститут не видає дипломів державного зразка.

## Історія
Інститут почав свою діяльність у 1992 як Коледж католицької теології св. Томи Аквінського, заснований Орденом Проповідників.
У лютому 2000 року Коледж став філією Папського університету св. Томи Аквінського «Angelicum» у Римі.
5 травня 2000 згідно з декретом Конгрегації «Про католицьку освіту» (лат. «De Educatione Catholica») отримав назву «Інститут релігійних наук» з правом надавати університетський ступінь магістра релігійних наук. (Однак, диплому державного зразка поки що не надає.)
В Інституті викладає близько 40 викладачів, зокрема професори з Києво-Могилянської Академії, Національного Університету ім. Т. Шевченка, Університету ім. Драгоманова та ін. Також, звичайно, викладають тут Отці-домініканці.
У грудні 2008 року відбувся остаточний переїзд до нового приміщення на вулицю Деревлянську, 13. Теперішнє приміщення Інституту було побудовано у 1900 році за проектом Володимира Ніколаєва, який проектував та брав участь у створенні в Києві Національної філармонії, будинку Національної опери, Володимирського собору та споруд у Києво-Печерській Лаврі. Старі корпуси за адресою Боричів Тік, 11Б, були продані, щоб на отримані кошти відреставрувати будинок по вул. Деревлянська 13.
У 2008—2009 навчальному році відбувся перехід на кредитно-модульну систему навчання.

## Сьогодення
Інститут є католицьким навчальним закладом для мирян, відкритий як для християн інших деномінацій, так і тих, хто цікавиться філософсько-теологічними питаннями і прагне поширити свої знання про християнське коріння європейської культури.
Крім домініканців, у Інституті викладають видатні фахівці різних навчальних закладів України, а також Польщі, Західної Європи (Італія, Швейцарія, Франція, Велика Британія) та США.
Конфесійний склад студентів станом на 2008 рік:
- римо-католики — 51 %
- греко-католики — 11 %
- православні — 17 %
- протестанти — 3 %
- інші — 18 %

Заняття скеровані не лише до студентів, які хочуть отримати ступінь магістра, але також і до студентів і викладачів інших навчальних закладів та всіх зацікавлених філософськими і теологічними, культурними питаннями тощо. Є і можливість навчання вільним слухачам.
Програма п'ятирічного навчання (вечірня форма — заняття тривають із понеділка по п'ятницю від 18:00 до 21:00, а заняття з мов — від 16:30 до 18:00) включає вивчення предметів з філософії, теології і гуманітарних наук (історичних і суспільних, які викладаються згідно з католицькою традицією, а також класичних (іврит, грецька мова, латина) і сучасних мов (англійська, італійська, польська).
Випускники Інституту отримують після трьох років навчання ступінь бакалавра релігійних наук, а ще через два роки — диплом магістра, які видаються Папським Університетом св. Томи Аквінського (Angelicum) у Римі.
Також існує можливість навчання у статусі вільного слухача. Вільний слухач має можливість відвідувати заняття на вибір, складаючи не менш ніж три іспити кожного семестру, але не отримує диплому.
При Інституті є також можливість навчатися у Навчально-катехитичному центрі «Дерево життя» (колишніх заочних катехитично-теологічних студіях). Заняття відбуваються один раз на місяць, в п'ятницю і суботу, від ранку до вечора.
Крім того, Інститут організовує зустрічі для широкого кола учасників, присвячені основним питанням християнської традиції, важливим проблемам сучасності, що розглядаються у світлі цієї традиції, а також культурні заходи, ціллю яких є відновлення присутності християнства в культурі.

## Ключові особи
Особами, які спричинилися до повстання Інституту, були о. Олександр Хауке-Ліговський ОР та о. Андрій Касьяненко ОР. Отець Олександр став першим керівником Коледжу.
Першим Директором Колежду, а згодом, Інституту, став о. Григорій Беднаж ОР. Після його відїзду до Риму, в.о. Директора був о. Андрій Камінський ОР.
2004 року новим Директором Інституту призначено о. Петра Октабу ОР.
У листопаді 2008 року Адам Добжинський OP став третім директором Інституту, заступивши на цій посаді Петра Октабу. Потім в. о. директора Інституту був о. Андрій Камінський ОР, віце-директором — о. Здіслав Шманьда ОР. Від 2011 року директором Інституту призначено о. Войчеха Сурувку ОР, віце-директором — о. Петра Балога ОР. З червня 2019 року директором Інституту став о. Петро Балог О.Р. Науковий секретар Інституту — Катерина Рассудіна.

## Виноски
1. ↑  Cf. Pontificia Università S. Tommaso d'Aquino Angelicum, Ordine degli studi — Order of Studies, Anno accademico — Academic Year 2007—2008, Istituti collegati con l'Università — Institutes Connected with the University, сторінка XXI.[недоступне посилання з червня 2019] (англ.) (італ.)